# Caridad (película)
Caridad es una película mexicana de 1918 del género drama. Dirigida por Luis G. Peredo la cual inició rodaje en 1918 y concluyó en diciembre del mismo año, año de su estreno. 

## Argumento
Caridad es una maestra pretendida por un joven de un alto nivel socioeconómico. Del fruto de su amor, nace un niño, el cual es llevado a la casa de cuna. Después de una serie de incidentes le pide ayuda al padre de su alumna más querida de nombre Angelina. Él después de los sucesos consigue casar a Caridad con su pretendiente.

## Reparto
- Gilda Chávarri
- Guillermo Hernández Gómez
- José Óscar Morales
- Ricardo Beltri
- Salvador Alcocer
- María de la Luz Contreras
- Polvorilla
- Angelina